# 朱利安·奈特
朱利安·奈特（英語：Julian Knight，1972年1月5日—）是一位英格蘭政治人物，他的黨籍是保守黨。自2015年開始，他擔任索利哈爾選區選出的英國下議院議員。他出生在切斯特。